# Велчево (Великотырновская область)
Велчево (болг. Велчево) — село в Болгарии. Находится в Великотырновской области, входит в общину Велико-Тырново. Население составляет 217 человек (2022).

## Политическая ситуация
Велчево подчиняется непосредственно общине и не имеет своего кмета.
Кмет (мэр) общины Велико-Тырново — Румен Рашев (независимый) по результатам выборов.